# Type 89 (veicolo trasporto truppe)
Il Type 89, indicato anche come ZSD89 o ZSD-89, è un veicolo trasporto truppe cingolato di costruzione cinese; progettato e prodotto dalla Norinco, è noto anche con la sua designazione industriale di WZ534 (la versione destinata alle forze armate nazionali cinesi) e YW534 (la versione per l'esportazione).
Progettato negli anni 1980 come sostituito ammodernato del precedente Type 63, è entrato in produzione nel luglio 1990; al 2015 era stato costruito in circa 1750 esemplari. Il mezzo è in dotazione principalmente all'Esercito Popolare di Liberazione cinese, ma piccoli numeri sono stati esportati in Birmania, Etiopia e Sri Lanka; dal mezzo è stato tratto un vasto numero di varianti per ruoli specializzati.

## Storia
La progettazione del Type 89 ebbe inizio nei primi anni 1980, quando l'Esercito Popolare di Liberazione (le forze armate cinesi) avviò un programma di ammodernamento della sua linea di veicoli corazzati e di immissione in servizio di mezzi di nuova generazione. Nell'ambito di questi programmi, venne affidato alla società statale Norinco il progetto per la costruzione di un mezzo che potesse sostituire il Type 63, in quel momento il veicolo trasporto truppe cingolato standard dell'Esercito cinese: messo in servizio nei primi anni 1960, il Type 63 stava ormai divenendo tecnologicamente obsoleto oltre ad aver fatto registrare una serie di difetti tra cui un motore troppo poco potente, un insufficiente spazio nello scompartimento passeggeri, un'inadeguata capacità anfibia e la mancanza di feritoie attraverso le quali la fanteria imbarcata potesse sparare dall'interno del mezzo.
Lo sviluppo del rimpiazzo del Type 63 ebbe quindi inizio nel 1982, protraendosi per i successivi otto anni. Dopo una prima fase di progettazione teorica svoltasi tra l'ottobre 1982 e il gennaio 1983, vennero assemblati tre veicoli da sperimentazione, due armati con una mitragliatrice calibro 12,7 mm e uno con un cannone automatico da 25 mm; questi dimostratori vennero impiegati in un'estesa serie di prove e sperimentazioni in modo da definire le specifiche tecniche desiderate per il progetto finale. Sulla base dei risultati di questi test, tra aprile e agosto 1986 venne portata a termine una fase di sviluppo ingegneristico del nuovo mezzo, e nel gennaio 1987 vennero prodotti altri tre prototipi per condurre prove su strada e su terreno di vario tipo; le prove dimostrarono che il progetto soddisfaceva le specifiche tecniche formulate, e nel febbraio 1987 venne avviata la fase finale della progettazione per introdurre le ultime modifiche e lezioni apprese dalla campagna di sperimentazione. Vennero prodotti altri tre prototipi i quali, dal dicembre 1987 al novembre 1989, furono consegnati ai reparti dell'Esercito cinese per una campagna di prove in condizioni reali di utilizzo; il veicolo fu infine formalmente certificato per l'immissione in servizio nel marzo 1990 e approvato per la produzione nel luglio dello stesso anno, sotto la designazione di "Type 89" poi modificata in "ZSD89" (o "ZSD-89").
Al 2011 tra i 300 e i 400 Type 89 erano stati consegnati alle Forze armate cinesi. Al 2015 il numero di veicoli in servizio era salito a 1750.

## Tecnica

### Scafo

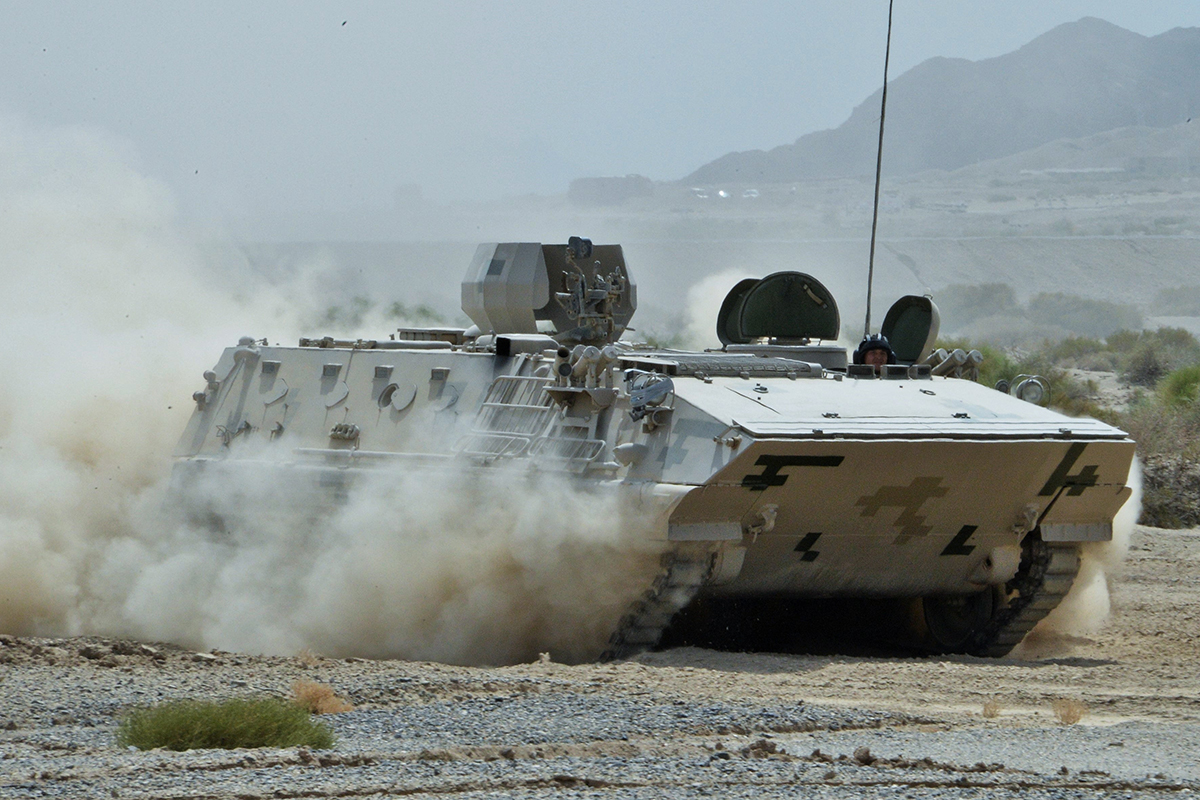
Un Type 89 in movimento fuori strada nel 2018

Il Type 89 è un veicolo cingolato con uno scafo lungo 6,125 metri, largo 3,06 metri e alto 2,59 metri; il peso in ordine di combattimento si aggira sulle 13,6 tonnellate. Lo scafo è realizzato in acciaio saldato, e ha una blindatura sufficiente a resistere ai proiettili da 7,62 mm e alle schegge di granata; il mezzo è completamente anfibio, e mosso in acqua dai suoi stessi cingoli.
Come il suo predecessore Type 63, internamente lo scafo del mezzo è suddiviso in cinque scomparti principali: vano per il pilota, vano per il comandante, vano passeggeri, vano motore e vano per gli organi di trasmissione. Il motore e gli organi di trasmissione sono posizionati nella parte anteriore destra del mezzo, isolati dagli altri scompartimenti da paratie anti-rumore e anti-vibrazioni. Il pilota siede nella parte anteriore sinistra dello scafo, e accede al mezzo tramite un portello monopezzo nel cielo dello scafo con apertura a sinistra; per la guida il pilota dispone di tre periscopi rivolti in avanti, uno dei quali può essere sostituito da un dispositivo a infrarossi per la visione notturna. Il comandante siede subito dietro al pilota, e accede al suo vano tramite un portello monopezzo nel cielo dello scafo con apertura in avanti; il comandante dispone di un unico periscopio integrato nel suo portello.
Il vano passeggeri può ospitare tra 13 e 15 soldati equipaggiati, seduti su sedili ribaltabili; vi è un unico grande portello di accesso nella parte posteriore del mezzo e due portelli oblunghi nel cielo del vano passeggeri, uno per lato, oltre a un portello circolare più piccolo al centro tramite il quale si accede alla torretta del mezzo. La fanteria può sparare dall'interno del mezzo con fucili d'assalto e mitragliatrici leggere tramite vari punti di fuoco collocati nelle pareti del vano passeggeri, ciascuno dei quali dotato di un periscopio, una feritoia e un supporto a sfera per l'arma: un punto di fuoco si trova nel portello posteriore, mentre gli altri sono distribuiti in vario modo lungo e fiancate (sono stati visti veicoli con due punti di fuoco sul lato sinistro e tre o quattro punti di fuoco sul lato destro, come pure veicoli con tre punti di fuoco sul lato sinistro e quattro su quello destro o con tre punti di fuoco per lato).
La parte anteriore dello scafo, molto angolata, presenta una paratia che viene alzata al fine di dare al mezzo un miglior assetto quando in acqua. Lo ZSD89 gode di una protezione completa da attacchi NBC per equipaggio e passeggeri, con un sistema di pressurizzazione dello scafo e filtri per il sistema di aerazione; il veicolo dispone anche di un sistema antincendio completamente automatico.

### Propulsione

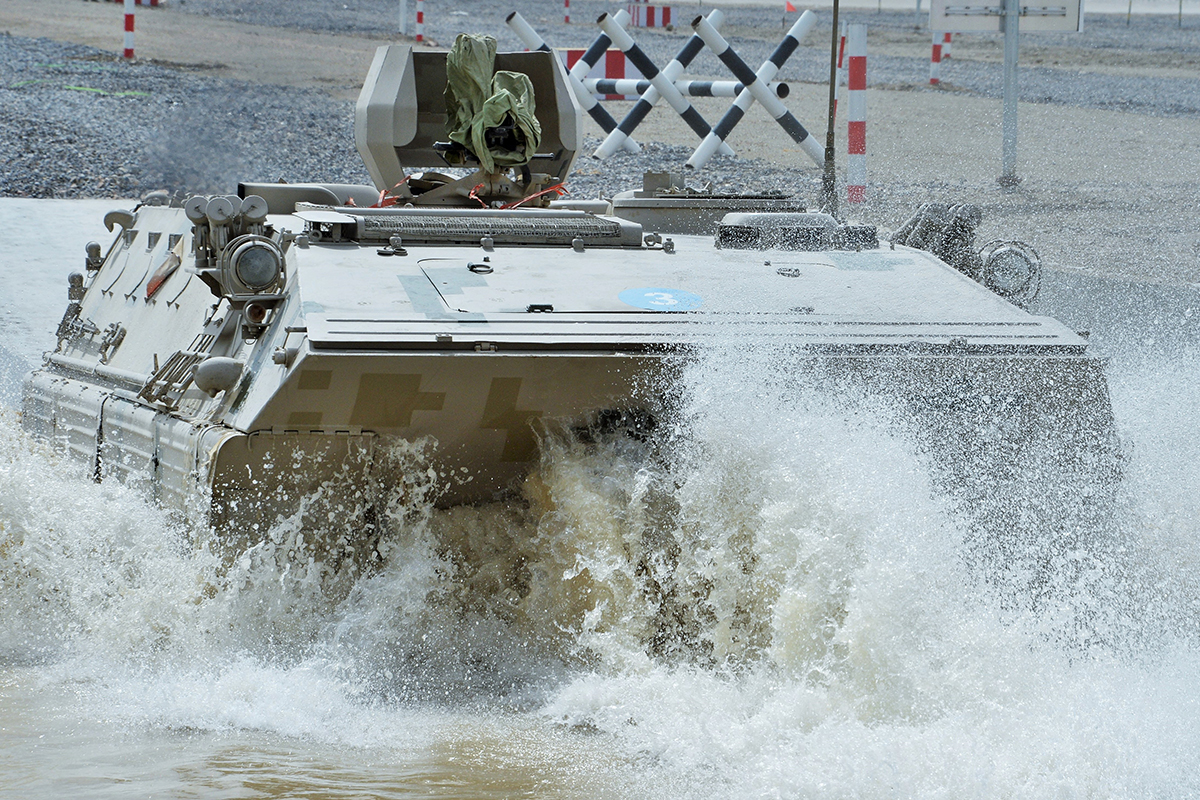
Un Type 89 passa un guado durante un'esercitazione nel 2018

Il Type 89 è mosso da un motore diesel BF8L413F a quattro tempi progettato dalla ditta tedesca Deutz AG, a 8 cilindri, turbocompresso e raffreddato ad aria; la potenza complessiva dell'impianto ammonta a 320 cavalli vapore (235 kW), che garantisce una velocità massima di 65 km/h su strada e di 6 km/h in acqua (sufficiente per attraversare un fiume ma inadeguata per un assalto anfibio dal mare). Il mezzo ha un serbatoio interno con una capacità di 450 litri, che garantisce un'autonomia di circa 500 chilometri; due serbatoi addizionali possono essere fissati esternamente al retro del mezzo. Il Type 89 può superare pendenze del 60%, ostacoli verticali alti 0,7 metri e trincee larghe 1,8 metri.
Il veicolo ha un cambio con cinque marce in avanti e una marcia indietro, con frizione idraulica servoassistita e freno per un facile utilizzo. Il treno di rotolamento è composto da cinque paia di ruote portanti distanziate in modo irregolare, con tre paia di rulli reggicingolo superiori e due paia di ruote dentate anteriori, tutte gommate; sulla prima, seconda e quinta ruota portante sono montate sospensioni a barre di torsione con ammortizzatori idraulici, mentre sulla terza e quarta ruota sono montati degli ammortizzatori in gomma.

### Armamento
L'armamento standard del Type 89 è composto unicamente da una singola mitragliatrice calibro 12,7 mm tipo QJC-88, montata in una piccola torretta a cielo aperto e impiegabile anche nel tiro antiaereo; l'arma dispone di 1000 colpi imbarcati all'interno del mezzo. Il veicolo dispone anche di quattro mortai per il lancio di fumogeni.

## Varianti
La versione di base del Type 89 ha dato origine nel tempo a un considerevole numero di varianti specializzate:
- ZDF89: versione veicolo lanciamissili, dove il vano passeggeri ospita invece della fanteria un complesso di lancio per missili anticarro tipo HJ-8 filoguidati con comando a linea di vista; il complesso di lancio, interamente ritraibile all'interno dello scafo quando il mezzo è in viaggio, si compone di un'unità di osservazione e controllo e di quattro tubi di lancio, con quattro missili pronti all'uso e altri otto in riserva all'interno dello scafo. L'equipaggio si compone di pilota, comandante e operatore dei missili; il mezzo porta come arma secondaria una mitragliatrice da 7,62 mm montata sopra la postazione del comandante[7]. Esiste anche una seconda versione lanciamissili, dotata di una torretta esterna tipo SW1 della Norinco equipaggiata con un cannone automatico da 30 mm e quattro lanciatori per missili HJ-8, montati a coppie sui lati[4].

- ZSD90: versione veicolo da combattimento della fanteria, nota anche come Type 90[3], Type 89-II[6], Type 307[1] o YMZ307[4]. Lo scafo è lo stesso della versione di base, ma l'armamento è costituito da una torretta operata da un artigliere ed equipaggiata con un cannone automatico calibro 25 mm e una mitragliatrice coassiale da 7,62 mm; il numero di soldati di fanteria trasportati è ridotto a sette, mentre il peso in ordine di combattimento è aumentato a 15,4 tonnellate. Sono stati prodotti un certo numero di prototipi di questa versione, che tuttavia non è entrata in servizio con le forze armate cinesi[1][3][4].

- ZJX93: versione veicolo corazzato da recupero, progettata per il traino e la riparazione sul campo di battaglia di carri armati e veicoli corazzati danneggiati. Rispetto alla versione di base, il vano passeggeri è più allungato e la corazzatura ai lati è sollevata ad angolo retto in modo da creare più spazio all'interno per le attrezzature di riparazione; in ragione di questo allungamento, le ruote portanti dei cingoli sono aumentate a sei. Il veicolo è dotato di una gru montata sul cielo dello scafo, e mantiene l'armamento originario basato su una mitragliatrice da 12,7 mm in torretta. Il personale imbarcato ammonta a cinque-sei uomini tra equipaggio e meccanici[3][4].

- ZHB94: versione veicolo trasporto materiali, con scafo allungato per trasportare carichi utili aggiuntivi quali munizioni, attrezzature e rifornimenti; come la versione ZJX93, il treno di rotolamento è composto da sei ruote invece che cinque, e sul cielo dello scafo è installata una gru idraulica per la movimentazione dei carichi. L'armamento è lo stesso della versione di base[3][4].

- Type 99: versione posto di comando corazzato, ha uno scafo allungato e un tetto più rialzato rispetto alla versione di base; non sono noti dettagli sulle dotazioni interne ma si ritiene che esse consistano in sistemi di comunicazione digitale e reti informatiche wireless per le comunicazioni sul campo di battaglia. L'armamento è lo stesso della versione di base[3][4].

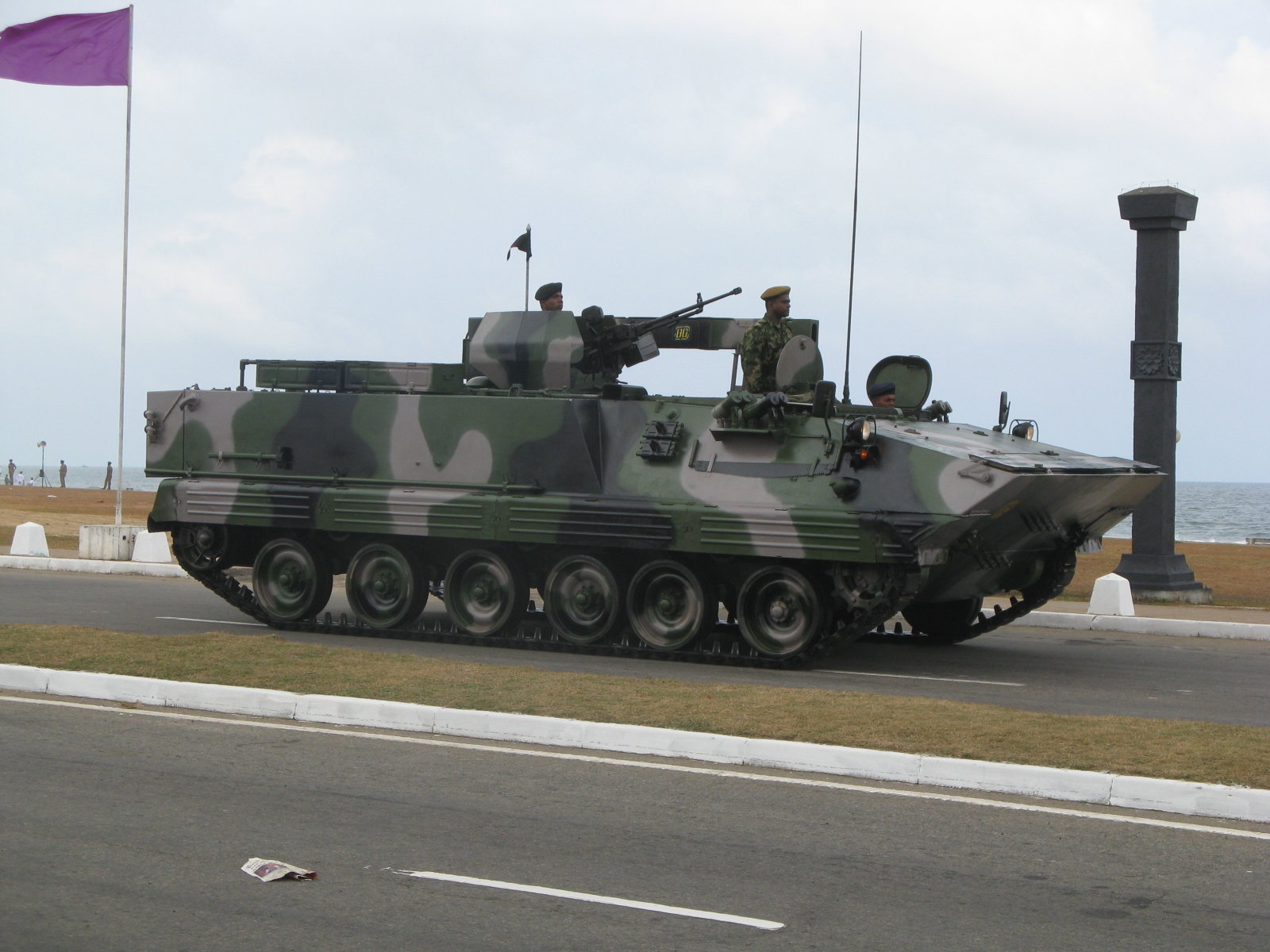
Un Type 89 dello Sri Lanka sfila in parata nel 2012

- GBL130: versione veicolo lancia-mine. Lo scafo è leggermente più lungo e più largo della versione di base, con treno di rotolamento a sei ruote; il cielo dello scafo è costruito, nella parte posteriore, a gradini in modo da ospitare esternamente sei impianti di distribuzione di mine, ciascuno composto da 36 lanciatori cilindrici capaci di ospitare una gran varietà di mine antiuomo o anticarro. Il vano motore è posizionato al centro del veicolo, con un vano di guida nella parte anteriore che ospita pilota e comandante e un vano di controllo nella parte posteriore che ospita l'operatore dell'impianto di lancio mine; per l'autodifesa sopra il portello del comandante è montata una mitragliatrice da 12,7 mm in impianto non scudato. Il peso in ordine di combattimento raggiunge le 20 tonnellate[3][4].

- ZZC02: versione veicolo da ricognizione, dotato di un radar di sorveglianza montato su un braccio a elevazione idraulica ritraibile nel vano posteriore; si ritiene che il mezzo sia dotato anche di sistemi di navigazione GPS e di comunicazione digitale. L'armamento è lo stesso della versione di base[3][4].

- WZ752: versione ambulanza corazzata per la cura e l'evacuazione dei feriti dal campo di battaglia. Rispetto alla versione di base il vano passeggeri è più largo e ha un tetto più alto, e può ospitare due operatori sanitari e quattro barelle oppure otto feriti in grado di stare in piedi, oltre ad apparecchiature mediche di vario tipo tra cui un impianto di erogazione dell'ossigeno; l'equipaggio si compone di pilota e comandante. Per rispetto alle Convenzioni di Ginevra, il veicolo non porta armi di nessun tipo[3].

- Type 90: versione da esportazione, nota anche con la designazione industriale di YW535; fondamentalmente è identica alla versione di base, ma lo scafo ha una forma leggermente diversa con le pareti laterali superiori più inclinate[1].

- ST-2: versione cacciacarri o carro armato leggero. Lo scafo è più allungato rispetto alla versione di base e con treno di rotolamento a sei ruote; sul cielo dello scafo è installata una grossa torretta armata con un cannone da 105 mm e una mitragliatrice coassiale da 7,62 mm, la stessa del cacciacarri ruotato ST-1[1].

## Utilizzatori
Birmania
- Circa 55 esemplari della versione Type 90 acquistati per il Tatmadaw Kyi[8][9].

 Cina
- In servizio con l'Esercito Popolare di Liberazione.

 Etiopia
- In servizio con la Forza di difesa nazionale etiope in un numero non precisato di esemplari[4][10].

 Sri Lanka
- In servizio con l'Esercito dello Sri Lanka in un numero non precisato di esemplari[11].